# Flughafen Bengkulu

i8
i11
i13
Der Flughafen Fatmawati Soekarno (indonesisch Bandar Udara Fatmawati Soekarno, IATA-Code: BKS, ICAO-Code: WIPL) liegt am Ende der Jl. Raya Padang Kemiling, etwa vierzehn Kilometer östlich des Stadtzentrums von Bengkulu, der Hauptstadt der Provinz Bengkulu.

## Fluglinien
Der Flughafen verfügt über eine Start- und Landebahn und wird im Jahr 2013 ausschließlich durch folgende Inlandsfluglinien angeflogen:
| Fluggesellschaft | Flugziele                            |
| ---------------- | ------------------------------------ |
| Citilink         | Jakarta                              |
| Garuda Indonesia | Jakarta                              |
| Lion Air         | Jakarta                              |
| Sriwijaya Air    | Jakarta                              |
| Susi Air         | Muara Bungo, Muko Muko, Padang, Krui |
| Wings Air        | Batam                                |